# Hermann Niehues
Hermann Niehues (* 29. März 1947; † 7. September 2008) war ein deutscher Manager. Er war bis zu seinem Tod Vorstandsvorsitzender von Rethmann und der Tochtergesellschaft Rhenus.

## Leben
Niehues stieg 1978 in das Unternehmen Rethmann ein, dessen Vorstandsvorsitzender er 1992 wurde. Er war außerdem in den Aufsichtsräten von Saria und Remondis vertreten und Mitglied des Vorstandes des Institutes der deutschen Wirtschaft. Des Weiteren war er Vorsitzender des Ressorts Verkehrspolitik im Wirtschaftsrat der CDU.
Niehues war verheiratet und hatte eine Tochter. Er starb im Alter von 61 Jahren bei einem Reitunfall.